# حزقيال كارلوس لوبيز فرنانديز
حزقيال كارلوس لوبيز فرنانديز (بالإسبانية: Juan Carlos López Fernández)‏ هو سياسي مكسيكي، ولد في 7 نوفمبر 1965 في المكسيك. حزبياً، نشط في حزب الثورة الديمقراطية. وقد انتخب عضو مجلس النواب المكسيك.